# I Get the Bag
"I Get the Bag" é uma música do rapper americano Gucci Mane, com a colaboração dos rappers americanos Quavo and Takeoff do grupo de hip hop Migos. Foi lançado a 5 de setembro de 2017, como o terceiro single do álbum de Gucci Mane Mr. Davis (2017).

## Antecedentes
"I Get the Bag" foi lançado pela primeira vez como uma faixa rápida instantânea a 18 de agosto de 2017 para pré-pedidos do álbum. Foi então enviado à rádio urbano a 5 de setembro de 2017, como o terceiro single do álbum (segundo single de rádio). 

## Composição
"I Get the Bag" contém uma interpolação de Migos e de Gucci Mane depois do single "Slippery" (2017), que Gucci Mane apresenta. 

## Video musical
O video musical foi lançado no mesmo dia em que a música foi estreada. 

## Desempenho comercial
"I Get the Bag" é o single mais famoso da Gucci Mane como artista solo. Até agora alcançou o número 22 no Billboard Hot 100.

## Gráficos
| Gráfico (2017)                               | Pico posição |
| -------------------------------------------- | ------------ |
| Canadá (Canadian Hot 100)                    | 30           |
| Estados Unidos (Billboard Hot 100)           | 22           |
| Estados Unidos (Billboard R&B/Hip-Hop Songs) | 9            |

## Histórico de lançamentos
| País           | Data                  | Formato                  | Trabalho      |
| -------------- | --------------------- | ------------------------ | ------------- |
| Estados Unidos | 18 de agosto de 2017  | Download digital         | 1017 Atlantic |
| Estados Unidos | 5 de setembro de 2017 | Urban contemporary radio | 1017 Atlantic |